# Безмитна зона
Вижте пояснителната страница за други значения на Безмитна зона.
Безмитната зона (на английски: free trade zone, FTZ) е територия, в която са разрешени безмитен внос, обработка и реекспорт на стоки.
Внасяните и изнасяните стоки се обмитяват само при внос в останалата част от държавата, в която се намира безмитната зона. Безмитните зони обикновено са разположени в близост до големи пристанища, летища или сухоземни национални граници. Често целта на създаването им е привличане на инвестиции в съответния район и създаване на нови работни места.